# WASP-161 b
WASP-161 b, ou Isli  est une exoplanète du type Jupiter chaude orbitant autour de WASP-161. Elle a été découverte dans le cadre du projet de recherche d'exoplanètes SuperWASP avec la méthode du transit en utilisant le télescope TRAPPIST-Nord situé sur le plateau de l'Oukaïmeden au Maroc. Cette planète n'orbite qu'à 0,07 unité astronomique de son étoile principale. La température de surface atteint environ  1 550 kelvin en raison du fort rayonnement reçu. La planète WASP-161 b a une masse d'environ 2,49 MJ pour un diamètre d'approximativement 1,143 RJ,.